# Ред Булл Брагантіно
«Ред Булл Брагантіно» (порт. Red Bull Bragantino) — бразильський футбольний клуб, який базується в муніципалітеті Браганса-Пауліста, штат Сан-Паулу. Заснований 8 січня 1928 року як «Clube Atlético Bragantino». 1 січня 2020 року управління клубом перейняло «Red Bull GmbH», яке перейменувало клуб на «Red Bull Bragantino» та змінило його кольори з традиційних чорно-білих на червоно-білі.